# Pseudomma kryotroglodytum
Pseudomma kryotroglodytum is een aasgarnalensoort uit de familie van de Mysidae. De wetenschappelijke naam van de soort werd voor het eerst geldig gepubliceerd in 2021 door Wittmann en Chevaldonné.